# 岸本新菜
岸本 新菜（きしもと にいな、1995年11月30日 - ）は、日本の女子トライアスロン選手。

## 経歴
1995年埼玉県川越市に生まれる。4歳から水泳を習い、小学校3年の時に友人の勧めでトライアスロンを始める。中学校2年の時に神奈川県横浜市へ転居し、バレーボール部に所属。日本大学藤沢高校では陸上競技部に所属した。日本体育大学へ進学すると再びトライアスロンを始める。
2021年、東京オリンピックに出場。個人ではバイクで転倒し途中棄権。混合リレーでは高橋侑子、ニナー賢治、小田倉真と共に出場し3番手を務め13位であった。
2024年パリオリンピックでは補欠に選ばれていたが、持病悪化のため、個人戦が行われた7月31日引退を表明。